# Primorske Alpe (rimska provincija)
Primorske Alpe (lat. Alpes Maritmae), carska rimska provincija. Jedna je od tri male provincije u Alpama između suvremene Francuse i Italije. Osnovao ju je car August 14. pr. Kr. Središte je bilo Cemenelum, danas Nica u Francuskoj.

## Poveznice
- Kotijske Alpe (Alpes Cottiae)
- Peninske Alpe (Alpes Poenninae)